# Iglesia de Todos los Santos (Uniondale)
La Iglesia de Todos los Santos, Uniondale, Western Cape, Sudáfrica es una iglesia anglicana, diseñada por Sophy Gray (1814-1871), esposa de Robert Gray, el primer obispo de Ciudad del Cabo.

## Historia
La iglesia fue construida en 1869 y está situado en la Calle Voortrekker 33, Uniondale y está listada como sitio patrimonial. Forma parte de un conjunto de más de 35 iglesias construidas por Sophy Gray a finales del siglo XIX. Gray, autodidacta, es una de las primeras arquitectas registradas en la historia. Para la realización de estos edificios se basó en dibujos de arquitectura neogótica que había traído desde Inglaterra, de donde ella era oriunda.

## Características
La iglesia tiene el diseño típico de las iglesias que proyectaba Gray: la característica fuerte pendiente del techo (de más de 55°), los contrafuertes diagonales, las tres estrechas ventanas ojivales en la pared oriental y la nave que es dos veces el ancho de la cabecera. El techo de paja está soportado sobre 12 cabriadas.